# A.24轟炸機
A.24是捷克沃多喬迪航空於1920年代設計的一款雙翼轟炸機，由於在飛行測試中顯示這架飛機有嚴重馬力不足的情況，被認為無法勝任戰鬥任務，因此僅有生產一架原型機。
稍後該公司以A.24的設計為基礎，將發動機改為英國布里斯托廠的木星發動機來改善馬力不足的問題，新飛機的編號改為A.27。但是捷克空軍對這項計畫不感興趣，使得整個計劃因此取消。

## 性能

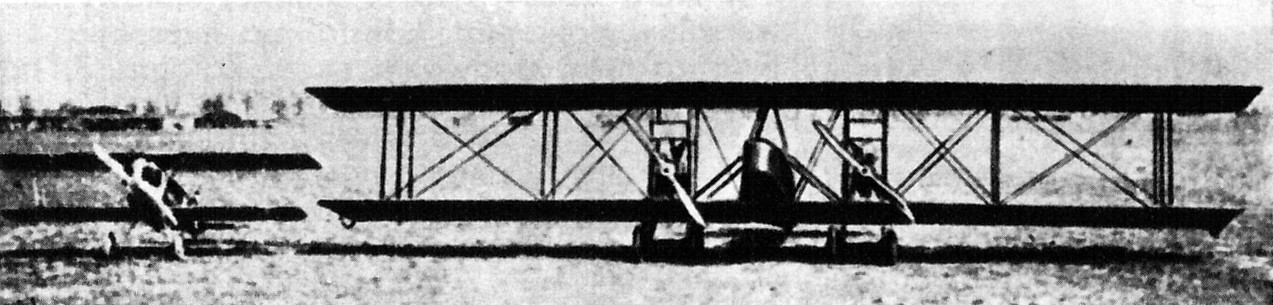
Aero A.24

基本信息
- 机组：3-4人

性能
武器

最多 1,000 kg (2,200 lb)炸彈